# Lina Selleby
Lina Eva Birgitta Selleby, även känd under artistnamnet "Twiggy Pop", född 5 mars 1971 i Staffans församling i Gävle, död 6 augusti 2024 i Enskededalen i Stockholm, var en svensk sångare, låtskrivare och medlem av musikgruppen Doktor Kosmos.

## Biografi
Doktor Kosmos grundades 1991 av Selleby, Uje Brandelius, Catti Brandelius och Martin Aagard. I bandet, där hon använde sig av artistnamnet Twiggy Pop, sjöng hon och spelade synt. Selleby kom även att spela med El Perro del Mar och Jenny Wilson.
I november 2023 gav Selleby ut sin första solosingel "Dagen efter" under eget namn på Adrian Recordings. I januari 2024 kom hennes soloalbum Lyckan. Samma dag gav Sellebys sambo Ulf Stureson ut albumet Vi. Ovetande om vad den andre gjort hade kollegorna Selleby och Stureson skrivit låtar om varandra på varsitt håll och så småningom blev de ett par. Deras kärlekshistoria skildras från varsitt perspektiv i de två albumen.
Lina Selleby arbetade senare bland annat som kulturhandläggare i musik hos Studiefrämjandet i Stockholm.
Selleby var under en period gift med Teet Sirotkin. Hon var senare sambo med musikern Ulf Stureson. Hon dog, 53 år gammal, till följd av en hjärntumör.